# Georgia Brown (Schauspielerin)
Georgia Brown (* 21. Oktober 1933 im London Borough of Tower Hamlets, England; † 5. Juli 1992 in London, England als Lillian Claire Laizer Getel Klot) war eine britische Film- und Theaterschauspielerin sowie Sängerin.

## Leben
Georgia Brown, Tochter jüdischer Eltern, die aus Nazideutschland geflohen waren, überlebte den Krieg in Wales, wohin sie aus dem von deutschen Bombardements betroffenen London evakuiert wurde. Nach dem Krieg begann sie ihre Karriere an Londoner Bühnen, ehe sie auch in den USA Erfolge am Broadway feiern konnte. Im Fernsehen stand sie in weitgehend unbekannten, überwiegend britischen Produktionen vor der Kamera. Erst in den letzten Jahren ihres Lebens konnte Brown in Fernsehserien wie Mord ist ihr Hobby und Raumschiff Enterprise: Das nächste Jahrhundert ihren Bekanntheitsgrad steigern. Zu ihren Filmauftritten gehört u. a. die Rolle der Frau Freud in Kein Koks für Sherlock Holmes aus dem Jahre 1976. Georgia Brown starb 1992 infolge einer Operation; sie wurde nur 58 Jahre alt und hinterließ vier Kinder, die sie mit dem Filmproduzenten Gareth Wigan hatte. 

## Filmografie
- 1956: Five Guineas a Week (Kurzfilm)
- 1958: Murder Reported
- 1959: Mother Courage and Her Children (Fernsehfilm)
- 1965: Sherlock Holmes’ größter Fall (A Study in Terror)
- 1967: Simon Templar (Fernsehserie, eine Folge)
- 1968: The Morecambe & Wise Show (Fernsehserie, eine Folge)
- 1968: Sherlock Holmes (Fernsehserie, eine Folge)
- 1968: Ein Mann wie Hiob (The Fixer)
- 1969: Leigh mcnally
- 1970: Roads to Freedom (Fernsehserie, acht Folgen)
- 1971: Der wütende Mond (The Raging Moon)
- 1971: ITV Saturday Night Theatre (Fernsehserie, eine Folge)
- 1971: Trial (Fernsehserie, eine Folge)
- 1972: Das Haus am Eaton Place (Upstairs, Downstairs, Fernsehserie, eine Folge)
- 1972: Running Scared
- 1972: The Edwardians (Miniserie, eine Folge)
- 1973: Das Dunkel der Nacht (Nothing But the Night)
- 1973: Full House (Fernsehserie, eine Folge)
- 1973: Menace (Fernsehserie, eine Folge)
- 1973: Geschichten, die zum Wahnsinn führen (Tales That Witness Madness)
- 1973: Kein Pardon für Schutzengel (The Protectors, Fernsehserie, zwei Folgen)
- 1974: Shoulder to Shoulder (Fernsehserie, fünf Folgen)
- 1975: The Lives of Benjamin Franklin (Miniserie, eine Folge)
- 1975: Galileo
- 1976: Vagabund in tausend Nöten (The Bawdy Adventures of Tom Jones)
- 1976: Kein Koks für Sherlock Holmes (The Seven-Per-Cent Solution)
- 1978: Actor (Fernsehfilm)
- 1985: Grosse Märchen mit grossen Stars (Faerie Tale Theatre, Fernsehserie, eine Folge)
- 1987: Verhext Nochmal! (Love at Stake)
- 1989: Paddington Bear (Fernsehserie, Stimme)
- 1989: A Peaceable Kingdom (Fernsehserie, eine Folge)
- 1989, 1991: Mord ist ihr Hobby (Murder, She Wrote, Fernsehserie, zwei Folgen)
- 1990: Gravedale High (Fernsehserie, neun Folgen)
- 1990: Sydney (Fernsehserie, zwei Folgen)
- 1990–1991: Cheers (Fernsehserie, zwei Folgen)
- 1990, 1992: Raumschiff Enterprise: Das nächste Jahrhundert (Star Trek: The Next Generation, Fernsehserie, zwei Folgen)
- 1991: Verhängnisvolle Leidenschaft (Victim of Love, Fernsehfilm)
- 1992: Fish Police (Fernsehserie, sechs Folgen)
- 1992: Baby Talk (Fernsehserie, eine Folge)